# 28 Aquilae
28 Aquilae (A Aquilae) é uma estrela na direção da Aquila. Possui uma ascensão reta de 19h 19m 39.35s e uma declinação de +12° 22′ 28.7″. Sua magnitude aparente é igual a 5.53. Considerando sua distância de 347 anos-luz em relação à Terra, sua magnitude absoluta é igual a 0.39. Pertence à classe espectral F0III.